# Swithun Wells
Pour les articles homonymes, voir saint Swithun et Wells.
Swithun Wells (né à Otterbourne en Angleterre en 1536 – mort pendu devant sa résidence sur la Gray's Inn Lane à Londres le 10 décembre 1591) est un riche propriétaire terrien et enseignant anglais martyrisé pour sa foi catholique sous le règne d'Élisabeth Ire (reine d'Angleterre). 

## Biographie
Né dans une famille restée fidèle à la foi catholique, Swithun reçut une solide éducation, incluant un séjour à Rome où il apprend l'italien, et cela comme il convenait aux enfants des familles les plus riches d'Angleterre. Poète, musicien et polyglotte, à son retour dans son pays natal, il est précepteur du fils d'Henry Wriothesley, comte de Southampton, futur ami et mécène de William Shakespeare. Il épouse Alice Morin, elle-même catholique.
Afin de ne pas éveiller les soupçons, bien que catholique fervent, il assiste aux offices anglicans. Parallèlement, il enseigne dans une école pour garçons. Il lui est néanmoins de plus en plus difficile de cacher sa foi catholique. Il doit renoncer à enseigner et veille à s'afficher anglican.

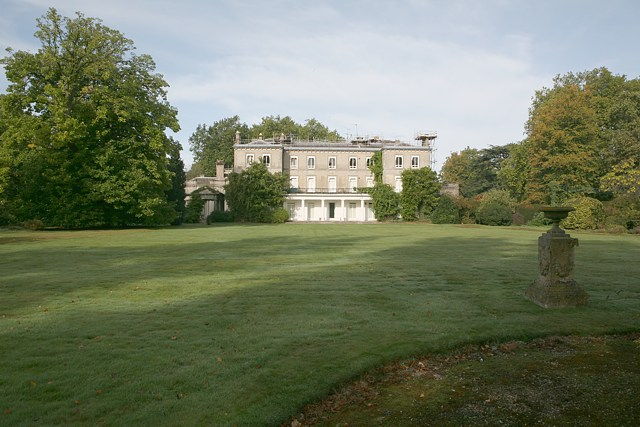
Brambridge House, Hampshire, la propriété de Swithun Wells

La situation pour les prêtres catholiques dans le royaume devenant de plus en plus difficile lui-même prend de plus en plus de risque pour leur venir en aide. Lui et sa famille aident activement de nombreux prêtres en les hébergeant, les cachant. De plus en plus surveillé, il met un temps sa femme et sa fille à l'abri à Londres. Lui, depuis leur résidence continue son action. Aucun incident ne se produit pendant trois ans. En juin 1586, il est néanmoins arrêté en compagnie de deux prêtres Alexandre Rawlins (mort en martyr en 1595) et Christophe Dryland. Libéré sous caution une première fois, il est de nouveau emprisonné entre août et novembre, accusé de faire partie d'un complot visant à assassiner la reine.
En mars 1587, après un voyage à Rome (effectué au nom du comte de Southampton) il est sérieusement inquiété. En 1588, il est de nouveau arrêté pour avoir offert l'hospitalité à un prêtre catholique mais est libéré sous caution. En 1591, le dit chasseur de prêtres Richard Topcliffe, grâce à ses indics, a vent que des messes catholiques sont célébrées dans sa résidence londonienne. Le 7 novembre, la police fait irruption en pleine messe et arrête toutes les personnes présentes, y compris sa femme. Lui-même n'était présent. Néanmoins il est finalement arrêté et emprisonnée dans la prison de Newgate.
 Refusant d'abjurer, il est condamné à mort avec Edmond Gennings le prêtre célébrant et sa femme. Il est pendu devant sa résidence sur la Gray's Inn Lane à Londres. Son épouse ne sera pas pendue mais finira par mourir en prison. Le même jour sont pendus à Tyburn Edmond Gennings, Polydore Plasden, Eustathe White, prêtres, Sydney Hodgson, Brian Lacey et John Mason, trois autres laïcs comme lui. Ensemble ils ont été classifiés par les historiens comme les martyrs de Londres de 1591.

## Vénération
Swithun Wells fait partie des Quarante martyrs d'Angleterre et de Galles béatifiés par le pape Pie XI en 1929 et canonisés par le pape Paul VI en 1970. Il est fêté le 10 décembre.